# Мошино
Мошино е квартал в град Перник, част от кметство „Изток“. В него се намира ТЕЦ „Република“.
До 1955 година Мошино е село, разположено на североизток от Перник. Слято е с града на 13 декември 1955 г. Разположено е северно от квартал „Изток“.

## Забележителности
- храм „Свети Илия“ храмът е изграден през 1839 година по инициатива на жителите на село Мошино. Лазар Иванов дарява овощната си градина за църквата. Строежът е ръководен от самоковският майстор Тошо, а иконите и иконостасът са дело на Коста Вальов. Иконостасът е дело на дебърски майстори от рода Филипови[1]
- Районен младежки дом „Мошино“ – разполага с удобна база и множество извънкласни занимания
- 13-о основно училище „Св. св. Кирил и Методий“, наследник на най-старото килийно училище в град Перник

## Личности
- Наташа Манолова – писателка и рецензентка в областта на фантастиката;
- Боян Радев – борец по класическа борба. Първият българин двукратен олимпийски шампион, заслужил майстор на спорта;
- Методи Чавдаров – български офицер, генерал-майор;
- Доктор Богдан Недялков емигрант в Съединените щати,родом от Мошино;

```
                           
Извести родове от село Мошино през 19 и 20 век
 : Малинови, Аврамови, Аневи, Биярете, Гюндере, Гавазки, Чавдаре, Гъскини (Яригъскини), Колеви, Кутелски, Лалови, Младжови, Марамичини, Масички, Мутафчии, Новачки, Пеневи, Илови, Ръдеви, Рулеви, Ръдокварски, Сръбенички (Сърбенишки), Сапунджийски. Преселници от други райони: Деспотови (Десподови), Младжови и Стоичини (от Зелениград, Трънско), Чавдарови (преселници от Охридско, Македония). Изчезнали родове: Шестакови и Мазникови. Информацията е на РИМ"Перник.
```

1. ↑  Василиев, Асен. Български възрожденски майстори: живописци, резбари, строители.   София, „Наука и изкуство“, 1965. с. 250.